# Alcazaba de Reina
La alcazaba de Reina se encuentra en lo alto de un cerro que domina la localidad de Reina, al sur de la provincia de Badajoz.

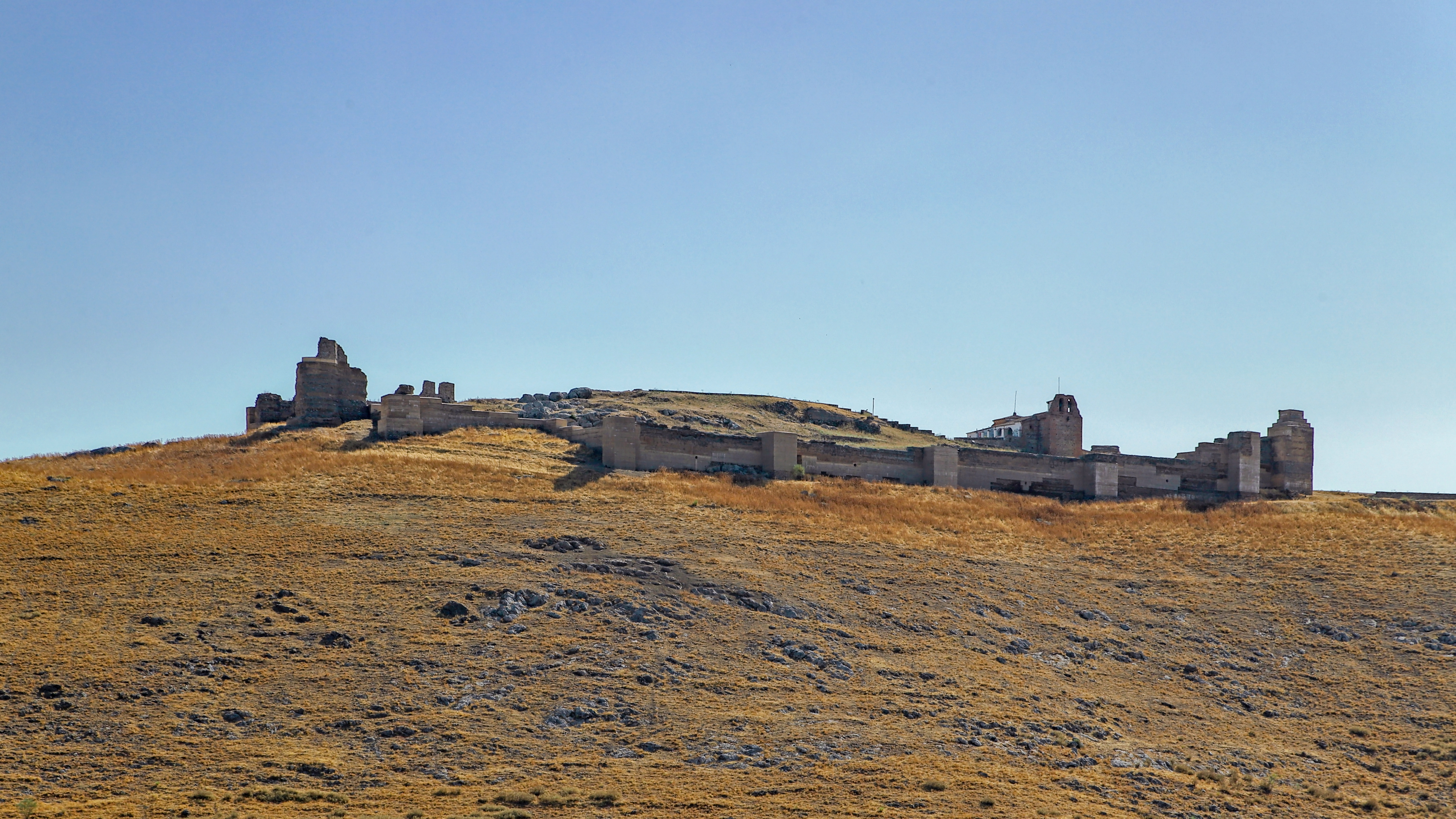
Vista general

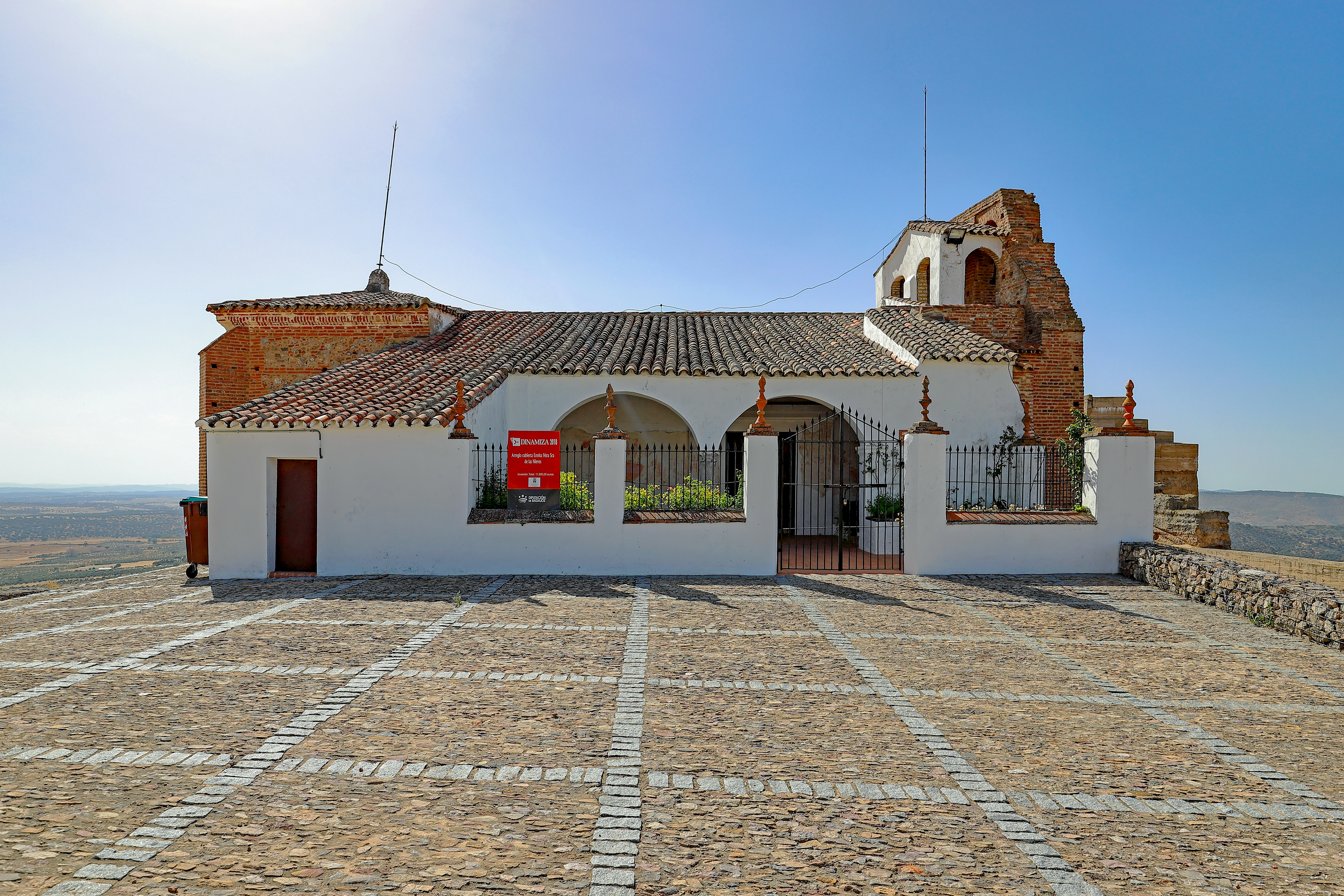
Ermita Nuestra Señora de las Nieves

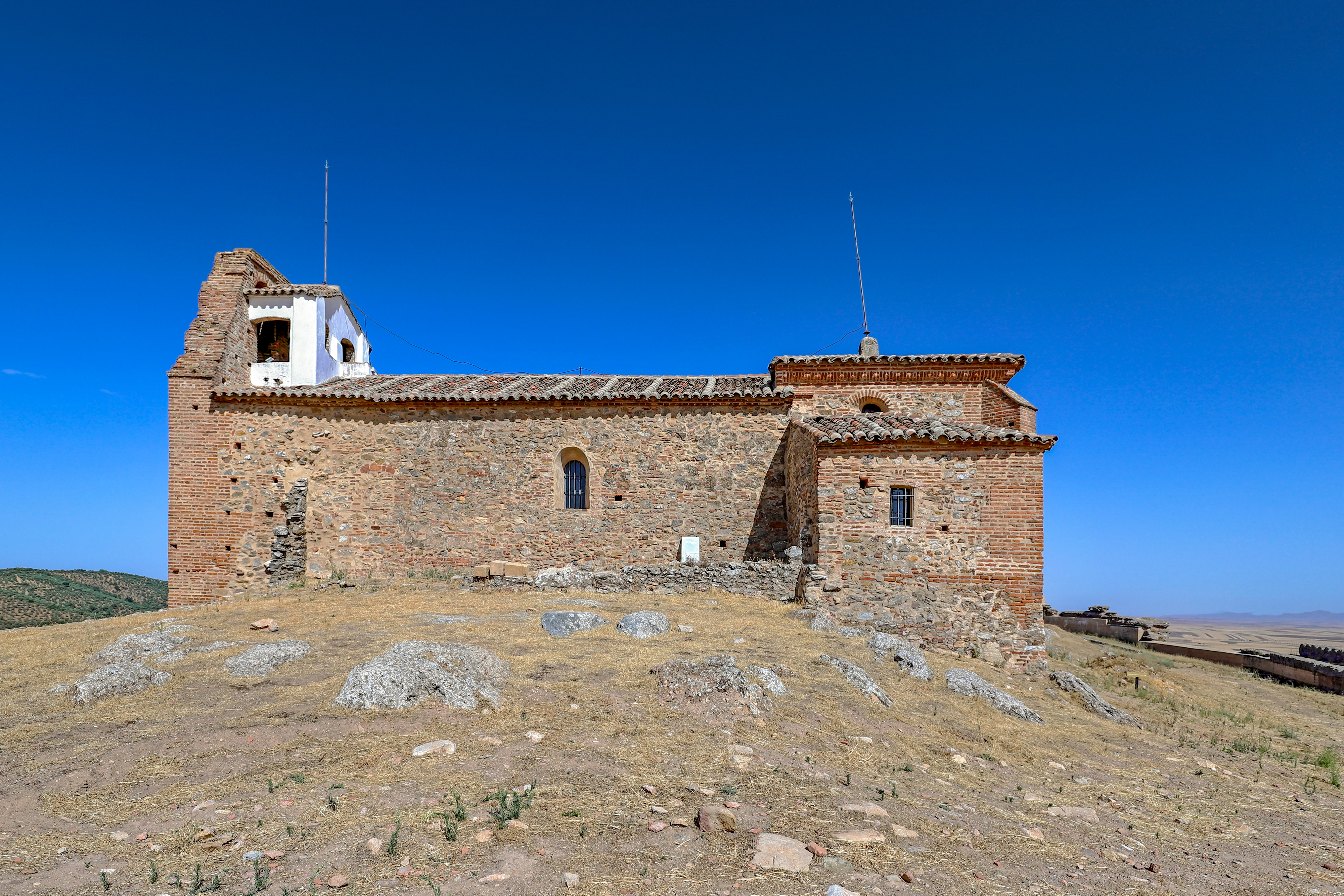
Ermita Nuestra Señora de las Nieves_vista lateral

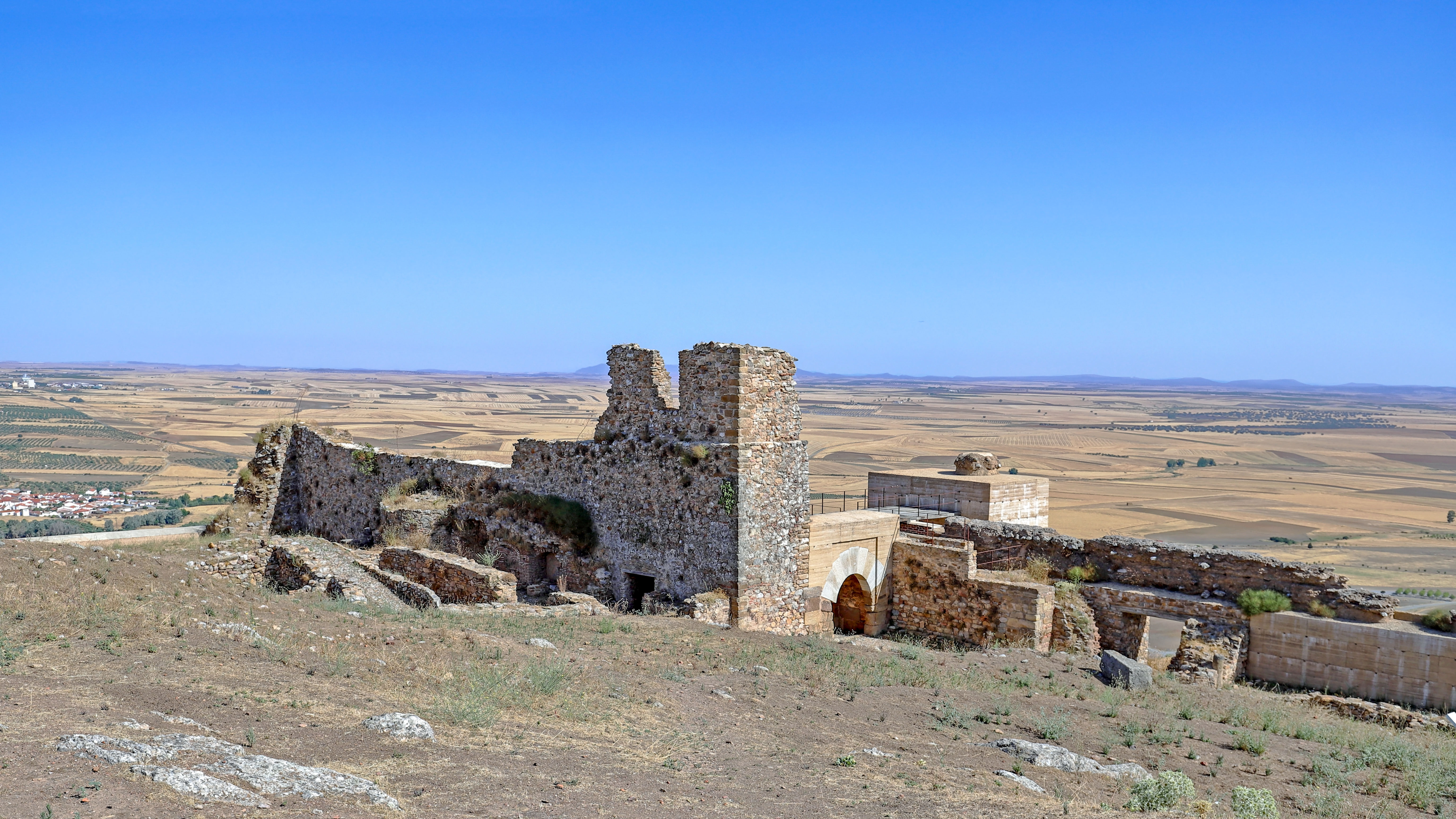
Restos de la muralla

## Descripción
Aunque muy maltrecha, la silueta de esta poderosa alcazaba se recorta sobre el horizonte como hito evocador de la pasada grandeza de Reina. El recinto murado tenía 15 torres albarranas y defendía a otro recinto interior del que sólo quedan escasos restos. De entre sus torres destaca la del Homenaje. Se conservan varios aljibes, similares algunos de ellos a los de Cáceres y Medellín. La cerca que se conserva es de la época almohade (siglo XII), con diversas restauraciones posteriores. Entre ellas las realizadas por el maestre de la Orden de Santiago Alonso Cárdenas (siglo XV) y otras en los años 1515 y 1575.
Dentro del recinto amurallado se encuentra la Ermita de Nuestra Sra. de las Nieves, con una arquitectura típica del siglo XV, remodelada en parte, tras el incendio que hubo en los años 60. En su interior se conserva un capitel y una columna marmórea, que constituyen los únicos restos de origen visigodo de todo el recinto. El edificio presenta una única nave y una bóveda de cañón con nervios estrellados. La talla de la Virgen de las Nieves data del siglo XIX.

## Contexto histórico
La Alcazaba de Reina se encuentra en una zona de alto valor estratégico desde la época romana, en el cruce de dos calzadas que unían Córdoba con Mérida, en el entorno de Regina Turdulorum. No puede denominarse estrictamente alcazaba, ya que defendía un núcleo urbano amurallado desde su construcción en el siglo XII, cuando Yūsuf ibn Yūʿqūb (período almohade) ordenó fortificar todas las alcazabas al sur de Toledo. Esto dio lugar a un recinto fortificado de quince torres rectangulares, en algunas de las cuales se han reaprovechado elementos constructivos romanos, y muros de hasta dos metros de espesor. 
Tras la conquista cristiana en 1246, Reina se convertirá en cabecera de la Encomienda de la provincia de León de la Orden de Santiago. Las características del terreno provocaron que la población abandonara paulatinamente el recinto amurallado y se estableciera en el llano, presentando ya en el siglo XIV un aspecto ruinoso. En el siglo XVII se tiene constancia de su abandono. Fue declarada Bien de Interés Cultural en 1931.
Desde el año 2000, el municipio, con el objetivo de reivindicar su patrimonio, celebra la Fiesta de la Luna Llena de Agosto, llevando a cabo representaciones de teatro de calle, desfile con antorchas, música y fuegos artificiales.